# Brian Kinchen
Brian Kinchen (ur. 6 sierpnia 1965 w Baton Rouge) – amerykański futbolista grający na pozycji skrzydłowego ataku. Grał w takich klubach, jak: Miami Dolphins, Cleveland Browns, Baltimore Ravens, Carolina Panthers, a ostatnio New England Patriots.